# Aquitániai nyelv

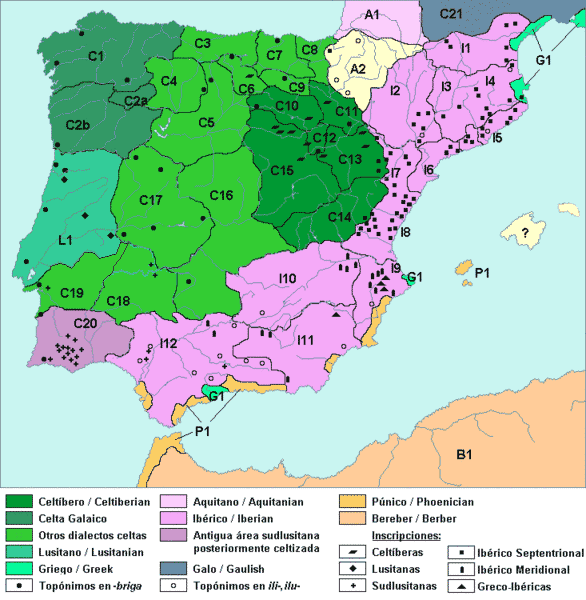
Aquitániai nyelv (A1-A2)és a paleohispán nyelvek i.e.200 körül.

Az aquitániai nyelvet az ősi Aquitániában (a Garonne és a Pireneusok között, ma Franciaország egyik régiója) beszélték az aquitániaiak törzsei a római hódítás előtt és kicsivel később egészen a kora középkorig. Régészeti, helynévi és történelmi bizonyítékok is alátámasztják, hogy ez vagy egy Vasconic(?) nevű nyelvcsaládba, vagy más olyan csoportba tartozott amely a baszk nyelv előfutárául szolgált. A legfontosabb írásos források a latinbetűs fogadalmi és temetési szövegek, amelyek 400 személynevet és 70 isten elnevezését tartalmazzák.

## Történelme
Az aquitániai és az utódjaként tekintett baszk nyelvekről az az általános vélemény, hogy azon Nyugat-Európában beszélt nyelvek maradványai, amelyek az Indoeurópai előtt voltak jelen a kontinensen. Luigi Luca Cavalli-Sforza az európai géntörténelemről szóló tanulmányai azonosítottak olyan génállományokat, melyek magas mennyiségben bukkantak fel egyaránt a baszk vidékeken és kisebb gyakorisággal az Ibériai-félsziget más részein, valamint Dél-Franciaországban. Cavalli-Sforza úgy írja le az általa megszerzett öt minta közül ezt a leggyengébbet, mint Európa őskőkori népességének utolsó képviselőjét. Az, hogy a baszkok genetikailag és nyelvileg egyaránt elszigetelődtek széles körben vitatottá vált. A baszk maga a fémkorszakokban (bronzkor, vaskor) jelenik meg nyelvként.